# Prinsessan Mary Adelaide av Cambridge
Prinsessan Mary Adelaide av Cambridge, prinsessa av Storbritannien-Irland, född 27 november 1833 i Hannover, död 27 oktober 1897 på White Lodge, Richmond Park, London, var en brittisk prinsessa. Hon var dotter till den brittiska prinsen hertig Adolphus Frederick av Cambridge och prinsessan Augusta av Hessen-Kassel, kusin till drottning Viktoria I av Storbritannien, och mor till Storbritanniens drottning Mary av Teck. 

## Biografi
Mary Adelaide föddes och tillbringade sina första år i Hannover i Tyskland, där hennes far var vicekung. När personalunionen mellan Storbritannien och Kungariket Hannover upphörde vid hennes kusin drottning Viktorias tronbestigning 1837, upphörde hennes fars ställning som vicekung och familjen flyttade tillbaka till Storbritannien och bosatte sig på Kensington Palace i London. 

### Giftermål
Mary Adelaide gifte sig sent för en prinsessa under hennes samtid. Hon förklarade att hon inte ville ingå ett äktenskap som skulle kräva att hon bosatte sig utomlands, och eftersom hon i egenskap av prinsessa förväntades gifta sig med en prins och bli medlem av en främmande kungafamilj, blev det svårt för henne att finna någon att gifta sig med. Hon motsvarade heller inte skönhetsidealet eftersom hon var fetlagd, och kallades "Fat Mary". Hon uppges ha utgått ifrån att hon skulle förbli ogift, men hennes kusin drottning Viktoria och tronföljaren ville gärna se henne gift. 
Hon gifte sig 1866 med prins (sedermera hertig) Franz av Teck (1837-1900), son till Alexander, hertig av Württemberg och Claudine Rhédey von Kis-Rhéde. Han kom ur en sidogren av den kungliga familjen i Württemberg: eftersom han var av kungligt blod var han rangmässigt acceptabel som make åt Marie Adelaide, och eftersom han kom ur ett morganatiskt äktenskap och saknade egen ställning, kunde han utan problem bosätta sig i Mary Adelaides hemland. Det brittiska tronföljarparet uppmärksammades på honom under sitt besök i Wien 1865, och föreslog då äktenskapet. Både uppvaktningen och bröllopet beskrivs som enkla. 

### Senare liv
Paret beskrivs som lyckliga tillsammans. Drottning Viktoria gav dem bostad i Kensington Palace i London och White Lodge i Richmond Park som lantställe, men vägrade ge Franz en prinstitel och nekade alla ansökningar om ekonomiskt stöd. Mary Adelaide utförde kungliga representativa uppdrag och fick ekonomiskt stöd för detta, men familjens inkomst var blygsam. Genom sina många representativa uppdrag stödde hon drottning Viktoria, som dragit sig tillbaka från offentligheten som änka, och beskrivs som populär genom sitt glada humör och eleganta kläder som kontrast mot Viktorias allvar och sorgdräkt. 
Hon var känd som levnadsglad och hade en stor förkärlek för fester och mat, vilket gav henne smeknamnet "Fat Mary". Familjen levde ett ganska vidlyftigt liv, och varken Mary Adelaide eller hennes make var ekonomiskt sinnade. Detta medförde till slut katastrof och familjen tillbringade åren 1883-1885 utomlands i Tyskland och Italien, innan finanserna kunde ordnas och familjen kunde återvända till England, där de bosatte sig på White Lodge, Richmond Park.
När drottning Viktoria letade efter en brud åt den äldste sonen till prinsen av Wales och framtida tronföljare, valdes Mary Adelaides dotter Mary av Teck ut, då Viktoria önskade att den framtida drottninggemålen skulle vara av både kunglig och brittisk börd. Hennes dotter Mary gifte sig med den framtida tronföljaren år 1893. Då sonen Adolphus gifte sig med lady Margaret Grosvenor 1894, väntade sig Mary Adelaide en ekonomisk trygghet, men sonens rike svärfar, Hugh Lupus Grosvenor, 1:e hertig av Westminster, såg till att dotterns hemgift inte betalades ut i några stora summor på en gång.

## Barn
1. Mary av Teck (1867-1953), gift med Georg V av Storbritannien
2. Adolphus av Teck (markis av Cambridge) (1868-1927), gift med lady Margaret Grosvenor
3. Francis av Teck (1870-1910)
4. Alexander av Teck (earl av Athlone 1917) (1874-1957), gift med Alice av Albany

## Galleri

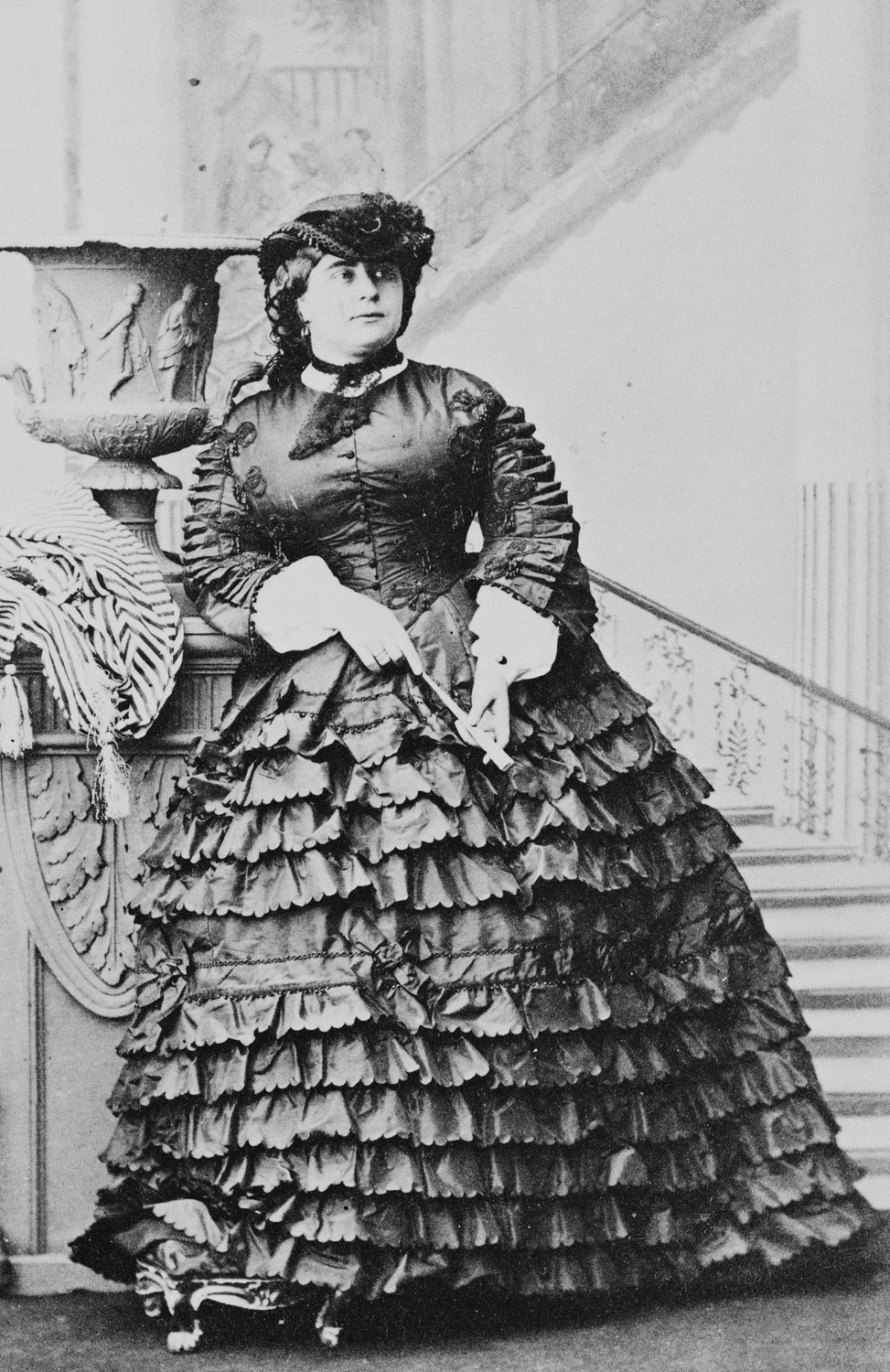
Princess Mary Adelaide, Duchess of Teck, 1860.
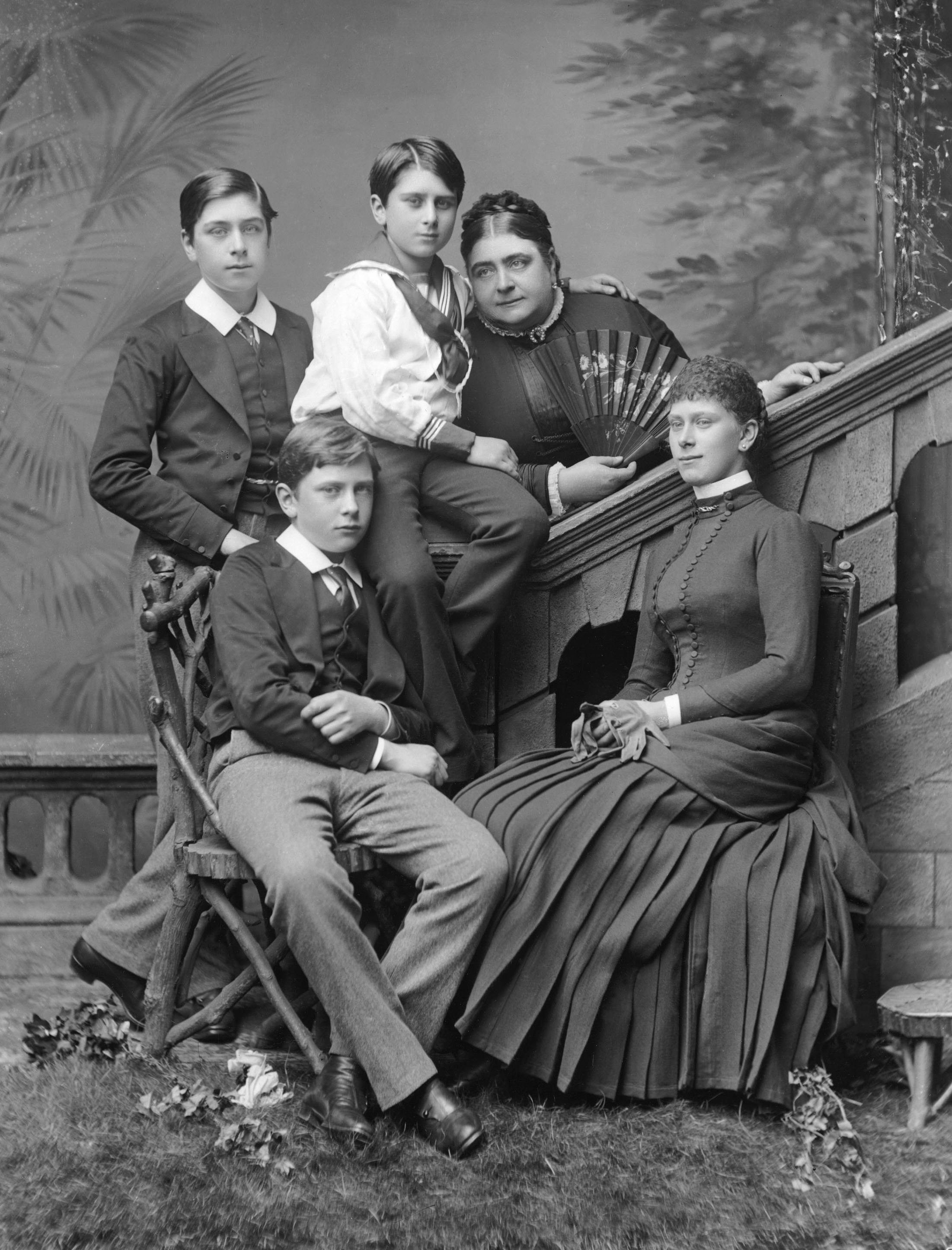
Mary Adelaide av Cambridge med sina barn, cirka 1884.